# Exocentrus downingi
Exocentrus downingi là một loài bọ cánh cứng trong họ Cerambycidae.